# Gramada, Srbija
Gramada (izvirno srbsko Грамада) je naselje v Srbiji, ki upravno spada pod Občino Bujanovac; slednja pa je del Pčinjskega upravnega okraja.

## Demografija
V naselju živi 16 polnoletnih prebivalcev, pri čemer je njihova povprečna starost 52,1 let (58,4 pri moških in 45,1 pri ženskah). Naselje ima 7 gospodinjstev, pri čemer je povprečno število članov na gospodinjstvo 2,71.
To naselje je popolnoma srbsko (glede na rezultate popisa iz leta 2002), a v času zadnjih treh popisov je opazno zmanjšanje števila prebivalcev.
|  |

| Demografija | Demografija     | Demografija     |
| Leto        | Št. prebivalcev | Št. prebivalcev |
| ----------- | --------------- | --------------- |
|             |                 |                 |
|             |                 |                 |
|             |                 |                 |
|             |                 |                 |
| 1948        | 154             |                 |
| 1953        | 183             |                 |
| 1961        | 199             |                 |
| 1971        | 159             |                 |
| 1981        | 98              |                 |
| 1991        | 36              | 36              |
| 2002        | 19              | 19              |
|             |                 |                 |

| Etnična sestava po popisu iz leta 2002 | Etnična sestava po popisu iz leta 2002 | Etnična sestava po popisu iz leta 2002 | Etnična sestava po popisu iz leta 2002 | Etnična sestava po popisu iz leta 2002 |
| -------------------------------------- | -------------------------------------- | -------------------------------------- | -------------------------------------- | -------------------------------------- |
| Srbi                                   | Srbi                                   |                                        | 19                                     | 100,0%                                 |
| Neznano                                | Neznano                                |                                        | 0                                      | 0,0%                                   |